# Осиновка (приток Рачицы)
Осиновка — река в России, протекает по Новосокольническому району Псковской области. Устье реки находится в 9 км по левому берегу реки Рачица напротив деревни Бор. Длина реки составляет 15 км. У деревни Санталово ширина реки — 5 метров, глубина — 2 метра.
Истоки реки находятся на территории Горожанской волости, устье на территории Бологовской волости.
Система водного объекта: Рачица → Большой Удрай → Насва → Ловать → Волхов → Нева → Балтийское море.

## Данные водного реестра
По данным государственного водного реестра России относится к Балтийскому бассейновому округу, водохозяйственный участок реки — Ловать и Пола, речной подбассейн реки — Волхов. Относится к речному бассейну реки Нева (включая бассейны рек Онежского и Ладожского озера).
Код объекта в государственном водном реестре — 01040200312102000022950.